# 大韩民国临时政府（长沙）活动旧址
大韩民国临时政府（长沙）活动旧址（：／）是1937年至1938年间大韩民国临时政府在长沙活动的旧址，位于湖南省长沙市开福区楠木厅6号。

## 历史

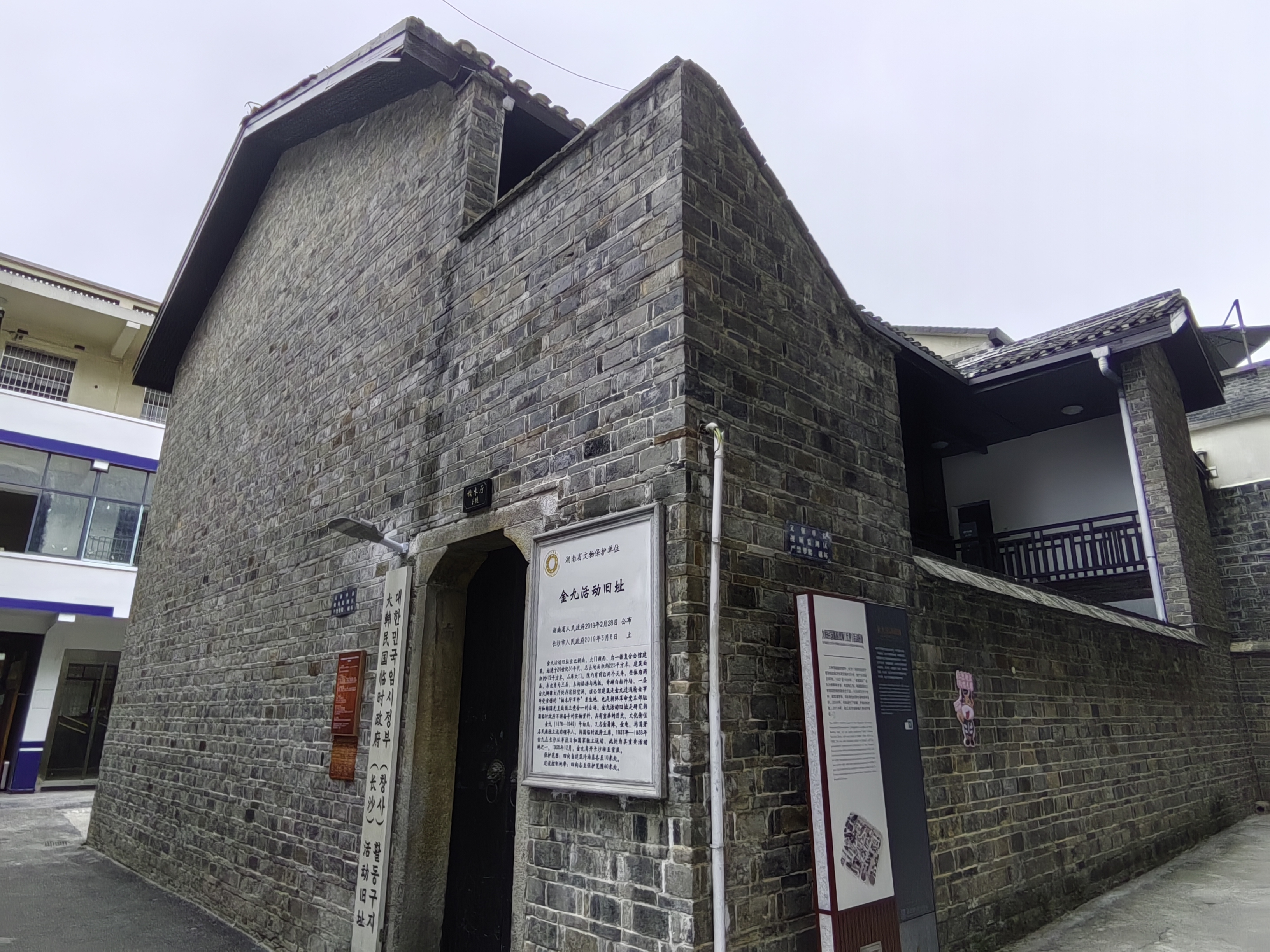
舊址建築形態

1937年抗日战争爆发后，大韩民国临时政府于当年11月西迁至长沙。位于楠木厅6号的旧址为一栋青砖黑瓦的二层（局部三层）木结构建筑，当时临时政府邻导人金九便居住于此，同时这里也是朝鲜革命党本部驻所以及韩国光复运动团体联合会的主要活动地。1938年5月7月，在此开会的韩国国民党、朝鲜革命党、韩国独立党三党领袖金九、玄益哲、柳东悦、李青天被一位名为李云汉的革命党党员枪击，其中玄益哲因伤重而亡。1938年7月临时政府迁往广州，从而结束了在长沙为期八个月的活动。
2007年，此处旧址被列为长沙市文物保护单位。